# Bādarāyaṇa
Bādarāyaṇa (III-II secolo a.C. o I secolo – III-II secolo a.C. o I secolo) è stato un teologo e filosofo indiano presunto autore del Brahmasūtra (conosciuto anche come Vedāntasūtra, Uttaramīmāṃsāsūtra o Śārīrakamīmāṃsāsūtra).
Bādarāyaṇa è spesso associato, nella tarda tradizione hindū, al mitico saggio Vyāsa (il "Compilatore", appellativo di Kṛṣṇa Dvaipāyana) autore del poema religioso Mahābhārata.
Il nome Bādarāyaṇa è già presente comunque nel Mīmāṃsāsūtra di Jaimini (IV-II secolo a.C.) segnatamente al I,5 riferendosi espressamente a un Ṛṣi.